# Amphisbaena elbakyanae
Amphisbaena elbakyanae (лат.) — вид пресмыкающихся из семейства амфисбен.
Назван в честь Александры Элбакян.

## Распространение и экология
Колумбия (Южная Америка). Встречаются в экосистеме затопленной саванны бассейна рек Орокуэ и Арипоро, а также в экосистеме осушенной саванны бассейна реки Бита в департаменте Вичада. Тесно связан с опадом листвы саванны, в котором преобладают пальмы Mauritia flexuosa, которые в Колумбии широко известны как «morichales» или «cananguchales». Новый вид обнаружен в симпатрии с A. alba и A. fuliginosa.

## Описание
Длина червеобразного тела 211—237 мм. Дорсальная и вентральная поверхности однородно тёмно-коричневые или коричнево-красноватые. Отличается от близких видов по большему количеству колец на теле (от 245 до 257), угловатым контурам, связанным с краями глазных чешуек и центром лобных чешуек, меньшим количеством крупных среднедорсальных сегментов первого и второго кольца тела и видимой сверху ростральной чешуёй. Имеют три надгубные чешуи; три нижнегубные чешуйки; вторая надгубная чешуя длиннее первой и третьей надлабиальных чешуек, контактируя с первой и третьей надгубной, височной, глазной и префронтальной чешуями.

## Этимология
Amphisbaena elbakyanae назван в честь в честь Александры Элбакян, создательницы веб-сайта Sci-Hub, «за её колоссальный вклад в сокращение препятствий на пути науки, так как каждый имеет право участвовать и делиться научным прогрессом и его благами, свободно и без экономических ограничений».